# Thomas Massie

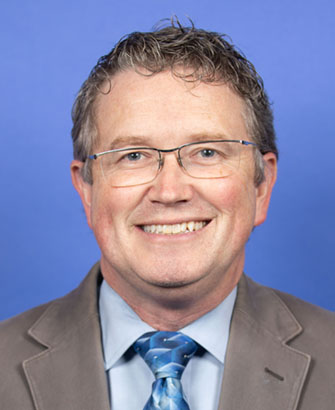
Thomas Massie (2022)

Thomas Harold Massie (* 13. Januar 1971 in Huntington, Cabell County, West Virginia) ist ein US-amerikanischer Politiker der Republikanischen Partei. Seit November 2012 vertritt er den vierten Distrikt des Bundesstaats Kentucky im US-Repräsentantenhaus.

## Werdegang
Thomas Massie wuchs in Vanceburg (Kentucky) auf, dort besuchte er die Lewis County High School. Er studierte bis 1996 am Massachusetts Institute of Technology (MIT) das Elektro- und Bauingenieurswesen. Dort erhielt er 1993 den Bachelor of Science und 1996 den Master of Science. Noch während seiner Zeit am MIT, gründete er die Firma SensAble Devices Inc.
Er hat vier Kinder mit seiner Frau Rhonda, die im Juni 2024 verstorben ist. Die Familie lebt auf einer Rinderfarm in Kentucky.

## Politik
Politisch schloss er sich der Republikanischen Partei an. Zwischen 2010 und 2012 bekleidete er den Posten des Judge Executive im Lewis County. Dieses Amt entspricht in etwa dem eines Landrats oder Bezirksvorstehers.
Nach dem Rücktritt des Abgeordneten Geoff Davis wurde Massie bei der fälligen Nachwahl für den vierten Kongresswahlbezirk von Kentucky zu dessen Nachfolger in das US-Repräsentantenhaus in Washington, D.C. gewählt, wo er am 6. November 2012 sein neues Mandat antrat. Er konnte bei der Wahl 2012, die gleichzeitig Nachwahl und reguläre Wahl war, Bill Adkins von der Demokratischen Partei und den unabhängigen David Lewis mit 62,1 % besiegen. Massie war in der Wahl als ein Kandidat der Tea-Party-Bewegung und Unterstützer von Haushaltsdisziplin angetreten. Nachdem er alle folgenden sechs Wahlen zwischen 2014 und 2024 gewinnen konnte, kann er sein Mandat bis heute ausüben. Sein schlechtestes Wahlergebnis hatte er im Jahr 2018 mit 62,2 %, und sein bestes Ergebnis erzielte er bei den Wahlen 2014 mit 67,7 % der Stimmen.
Die Primary (Vorwahl) seiner Partei für die Wahlen 2022 am 24. Mai konnte mit rund 75 % deutlich gegen drei Mitbewerber gewinnen. Er trat am 8. November 2022 gegen Matthew Lehman von der Demokratischen Partei sowie den unabhängigen Ethan Osborne an. Er konnte die Wahl mit 65 % der Stimmen für sich entscheiden und war dadurch auch im Repräsentantenhaus des 118. Kongresses vertreten. In der folgenden Kongresswahl 2024 zum Repräsentantenhaus des 119. Kongresses setzte er sich in der Vorwahl gegen zwei Herausforderer durch und hatte dann in der Hauptwahl keinen Gegenkandidaten mehr. Die Legislaturperiode des 119. Kongresses dauert noch bis zum 3. Januar 2027.

### Ausschüsse
Er ist aktuell Mitglied in folgenden Ausschüssen des Repräsentantenhauses:
- Committee on the Judiciary
  - Courts, Intellectual Property, and the Internet
  - Crime, Terrorism and Homeland Security
- Committee on Transportation and Infrastructure
  - Aviation
  - Economic Development, Public Buildings, and Emergency Management
  - Highways and Transit

Zuvor war er auch Mitglied im Committee on Oversight and Government Reform und im Committee on Science, Space, and Technology.

### Positionen
Thomas Massie hat libertäre Ansichten, insbesondere für einen auf das Minimum im minarchistischen Sinne beschränkten Staat, damit einhergehend tritt er für Abgaben- und Ausgabenkürzungen ein. Er ist hierfür bereit auch gegen große Mehrheiten, die eigene Fraktion und Parteiführer zu stimmen, was ihm den Spitznamen „Mr. No“ einbrachte. So stimmte Massie zu Beginn des 114. Kongresses aus haushaltspolitischen Gründen gegen John Boehner als Sprecher des Repräsentantenhauses und war führend an der Rebellion des Freedom Caucus gegen Boehner im Herbst 2015 beteiligt.
Während der COVID-19-Pandemie geriet Massie sowohl durch Mitglieder der beiden großen Parteien als auch durch Präsident Donald Trump unter Druck, nachdem er eine Gesetzeslücke genutzt hatte, um im März 2020 eine namentliche Abstimmung im Kongress zu erzwingen, für die 216 Abgeordneten aus allen Landesteilen anreisen mussten und sich dabei der Gefahr einer Ansteckung mit dem Virus aussetzten, obwohl das zur Disposition stehende Rettungspaket für die US-Wirtschaft von beiden Parteien nahezu einstimmig unterstützt wurde.
Im Oktober 2020 brachte er gemeinsam mit der Demokratin Tulsi Gabbard eine Resolution im Kongress ein, wonach Whistleblower nicht wegen Spionage verfolgt werden und die Strafverfolgung Edward Snowdens und Julian Assanges beendet werden sollte.
Am 1. Dezember 2021, nur drei Tage nach dem Amoklauf (School Shooting) an der Oxford High School in Michigan mit vier Toten, veröffentlichte Massie ein Gruppenfoto auf Twitter, das ihn und seine Familie mit halbautomatischen Gewehren in den Händen haltend vor einem Weihnachtsbaum zeigte. Im zugehörigen Kommentar bat er den Weihnachtsmann, Munition zu bringen („Merry Christmas! ps. Santa, please bring ammo.“).
2024 erklärte er, dass er sich an einem von Marjorie Taylor Greene geplanten Misstrauensantrag gegen Sprecher Mike Johnson beteilige. Zu Beginn der zweiten Amtszeit von Trump kündigte er an gegen die Continuing Resolution zur Vermeidung des Government Shutdown zu stimmen. Trump erklärte daraufhin, dass er selbst die Führung übernehme, um Massie in der nächsten Vorwahl abzuwählen. Er stimmte im Mai 2025 gegen die One Big Beautiful Bill, mit der die Agenda für Donald Trumps zweite Präsidentschaft umgesetzt werden sollte, da er Bedenken wegen der Kosten hatte. Nachdem Massie auch Trumps Befehl iranische Atomanlagen im Juni 2025 zu bombardieren als verfassungsfeindlich bezeichnet hatte und eine entsprechende Resolution unterstützte, teilten zwei enge Berater Trumps die Gründung eines Super PAC zur Unterstützung von Herausforderern von Massie im Vorwahlkampf zur Kongresswahl 2026 mit.